# 至Q寵物屋
《小小寵物店》是Hub Network的動畫。本作描述一名高中女孩布萊絲和她的單親爸爸搬家到紐約市中心的一棟設有寵物店之公寓頂樓，結果布萊絲無意發現自己聽得懂店中寵物說的話，而且還和牠們成為好朋友。劇中還以大量的音樂穿插於其中為特色。不僅如此，製作團隊還因為本作是以流行的概念，所以布萊絲每集登場都以不同服裝亮相，而裁縫、設計服裝為布萊絲她本人最大的專長和嗜好。
同頻道的節目《彩虹小馬：友情就是魔法》的配音員之一艾絮列‧鮑爾(Ashleigh Ball) 除了幫蘋果嘉兒、雲寳配音以外，她同時身兼本作主角布萊絲的配音。另外，除了她之外還有妮可‧奧立佛(Nicole Oliver)、托比塔‧St‧伽曼(Tabitha St Germain)也分別幫寵物店兩隻動物 - 平毛尋回犬柔伊(Zoe)還有條紋臭鼬胡椒/皮皮(Pepper)配聲。

## 概要
1972年，被孩之寶Hasbro收購的玩具公司Kenner推出一系列不同的布萊絲娃娃系列，特點是娃娃的眼珠不但可以眨，而且眼珠可以變顏色。但第一年其銷售量不佳，因為其造型嚇壞了不少小孩。後來至2001年重新銷售，對象以成人為主，卻在該年齡層大獲好評。
到了2010年，孩之寶開始了布萊絲娃娃與小小寵物店的混合產品，名為Blythe Loves Littlest Pet Shop，成功回歸兒童市場。兩年後動畫Littlest Pet Shop (暫釋小小寵物店)在The HUB 播放，布萊絲成為主角。
雖然本節目是布萊絲首次登場，但在角色群中她卻不是第一個被創作出來的。在本作出現之前，孩之寶釋出的同系列短篇動畫中，布萊絲的設定為正派概念的角色化身。

## 大綱
本作故事設定在重新造化過的紐約，以市中心鎮為背景。主角為一名高中女孩布萊絲‧巴斯特和她的單親爸爸羅傑‧巴斯特搬家到紐約市中心鎮的一家公寓頂樓。而在樓下一樓的地方則有一家名為「小小寵物店」(Littlest Pet Shop)專賣寵物用品、看護動物的小店，裡面也有各式各樣的寵物。而布萊絲的冒險則在第一天開始，從她發現自己的房間有個類似電梯的繩綁箱子可以通到一樓時，結果布萊絲無意發現自己竟然聽得懂店中寵物說的話，開始時驚魂甫定，後來在寵物們相互自我介紹之後，牠們慢慢和布萊絲成為好朋友。開始的序章是敘述寵物店因鎮上新開張一棟名為「最大寵物店」(Largest Ever Pet Shop)而意外將關門大吉。後來在她安排一場寵物表演會之後，不但解除關門的危機，同時店長湯柏莉太太(Mrs.Twombly)也同意她每次放學時可以到店中幫忙。
後來的故事都以她和寵物們還有班上同學的互動作為主軸。

## 角色介紹

### 主角
布萊絲‧巴斯特/Blythe Baxter
配音:Ashleigh Ball 
本作的主角。16歲的清純高中女孩。在某一天和父親搬到新家時意外從自己房間到達名為小小寵物店的第一樓。後來不但結識許多動物，而且她也是無意中唯一聽得懂牠們還有所有動物說話的人。本人個性活潑、可愛，性情十分溫順且善解人意，但有時會過於急躁，遇到棘手的事情往往不知如何是好。嗜好和專長為服裝和時裝的設計，裁縫的技術極佳。
羅傑‧巴斯特/Roger Baxter
配音:Michael Kopsa
布萊絲的父親，在妻子病故之後一手將布萊絲帶大。職業為機場的機長。個性有些放蕩不羈，甚至滑稽。但其實他和自己的女兒一樣都是關心彼此的。
湯柏莉太太/Mrs.Twombly
配音:Kathleen Barr
寵物店的老闆，已婚。身為中年婦女的她一手開創了小小寵物店，為人和善，但有時因為自己急性子和過於潔癖的因素往往讓人猜不透她的個性。在布萊絲幫助她重新開張寵物店之後答應布萊絲可以到店中幫忙。

### 店中寵物
柔伊‧泰倫/Zoe Trent
配音:Nicole Oliver(平常)/Kylee Epp(唱歌)
颜色:   紫色
一隻粉紫色的雌性平毛尋回犬，頭髮的樣子像極了「彩虹小馬:友情就是魔法」的主角暮光閃閃。個性活力充沛，超愛唱歌，目標是成為一名歌手。和羅素是七隻寵物中個性較為成熟的，但往往也有些孩子氣。和布萊絲接觸最多次，性情也很溫順老實，個性完全和她相像。
羅素‧博格森/Russel Ferguson
配音:Samuel Vincent
颜色:   橙色
一隻棕色的雄性刺蝟。個性和柔伊一樣成熟，因為很有領導性而成為七隻寵物的頭頭。做事很有規劃，很會做安排，但往往被其他寵物搞的七葷八素。
文尼‧泰立歐/Vinnie Terrio
配音:Kyle Rideout
颜色:   綠色
一隻雄性翡翠守宮。他頭上留有綠色的瀏海，算是所有七隻寵物當中唯一的爬蟲類。性情有些放蕩，做事不經思考。個性活潑，常常穿各種衣服跳舞，對舞蹈有極大的興趣，但每次都造成不必要的混亂。
潘妮玲/Penny Ling
配音:Jocelyn Loewen
颜色:   靛蓝色，  白色
一隻紫色的雌性熊貓。七隻角色中個性較文弱、敏感的，很多人說她個性也像極了「彩虹小馬:友情就是魔法」主角之一的小蝶(柔柔)。幾乎每次談話時很少有動物注意到她的存在。它有些自我中心，只要自己看不順眼或是情緒煩躁時，往往會脾氣大發。但其實是很有自己想法的角色，只要有人重視她，她也會和藹待人。而且非常喜歡跳體操，尤其是緞帶舞，有時和文尼蠻投機的。
胡椒(皮皮)‧克拉克/Pepper Clark
配音:Tabitha St. Germain
颜色:   灰色
一隻雌性條紋臭鼬。七隻寵物中最愛搞笑、耍寳的一個，性情不拘小節，和敏卡都是本作的開心果。往往會隨情緒變化放出臭氣，高興時會別與往常放出香氣，而臭屁也是她的超級武器。
敏卡‧馬克/Minka Mark
配音:Kira Tozer
颜色:   粉红色
一隻雌性蜘蛛猴。和胡椒一樣是七隻寵物中最愛搞笑、耍寳的一個開心果。雖活力十分飽滿，但卻也很愛管閒事。算是七隻寵物中最有藝術天份的(在人們看來如此認為)，根據她說自己小時後就很愛畫畫。
瑟尼歐‧尼普拉/Sunil Nevla
配音:Peter New
颜色:   藍色
一隻雄性貓鼬。平時看似頭腦簡單、遲鈍的他，其實很會耍魔術，也時常自己創造各式各樣的把戲。個性看似溫和，但一聽到"眼鏡蛇"這個字眼時性情突然會變狂暴。在第8集曾證明他能有感應事物的能力。

### 布萊絲的同學
傑斯帕(賈斯柏)‧瓊斯/Jasper Jones
配音:Kathleen Barr
布萊絲班上的男同學和普通朋友。在布萊絲上新學校第一天便和小蘇還有陽彌上前寒暄問暖，從此四人都成了好朋友，時常一起共患難。他的名字和同頻道節目「變形金剛:領袖之證」中的故事背景內華達的城市賈斯柏(Jasper)相同。
小蘇‧帕特森/Sue Patterson
配音:Kira Tozer
布萊絲班上的女同學和普通朋友之一。頭髮為金色，為人和善的女孩，在布萊絲上新學校第一天便和賈斯柏還有陽彌上前寒暄問暖，從此四人都成了好朋友。
宋陽彌/Youngmee Song
配音:Shannon Chan-Kent 
布萊絲班上的女同學和普通朋友之一。黃種人，心地善良的女孩，在布萊絲上新學校第一天便和賈斯柏還有小蘇上前寒暄問暖，從此四人都成了好朋友。
惠特妮‧比絲翠/Whittany Biskit
配音:Shannon Chan-Kent
布萊絲的死對頭雙胞胎姊妹之一，鎮上「最大寵物店」老闆的女兒。髮型為黑色的龐克頭髮，總是以令人厭惡的口吻來讓布萊絲難堪，喜歡和妹妹維持神秘風格，兩人總是用iPad互相聊天。最初想搞砸布萊絲讓小小寵物店重新開張的表演大會，最後和妹妹失敗告終。兩人曾因布萊絲為她們跟學姊辯解而想過要讓她加入她們，但最後布萊絲以不願同流合污，兩方再次成為死對頭告終。
布特妮‧比絲翠/Brittany Biskit
配音:Shannon Chan-Kent
布萊絲的死對頭雙胞胎姊妹之一。鎮上「最大寵物店」老闆的女兒。髮型為銀白色的龐克頭髮，總是以令人厭惡的口吻來讓布萊絲難堪，喜歡和姊姊維持神秘風格，兩人總是用iPad互相聊天。最初想搞砸布萊絲讓小小寵物店重新開張的表演大會，最後和惠特妮失敗告終。兩人曾因布萊絲為她們跟學姊辯解而想過要讓她加入她們，但最後布萊絲以不願同流合污，兩方再次成為死對頭告終。

### 重要配角
喬許‧夏普/Josh Sharp
配音:Samuel Vincent
於第8集登場。布萊絲因緣際會認識的男生，最後在瑟尼歐引導下再度見面，兩人成了男女朋友。

## 集數列表
1. (PDF).